# Prunus tatsienensis
Prunus tatsienensis är en rosväxtart som beskrevs av Alexander Feodorowicz Batalin. Prunus tatsienensis ingår i släktet prunusar, och familjen rosväxter.

## Underarter
Arten delas in i följande underarter:
- P. t. pilosiuscula
- P. t. stenadenia
- P. t. adenophora